# 니시노촌 (히로시마현 고누군)
니시노촌(西野村)은 히로시마현 고누군에 설치되었던 촌이다. 현재의 미요시시에 해당한다.

## 역사
- 1889년 4월 1일 - 정촌제 시행에 의해 고누군 니시노촌이 단독으로 촌제를 시행해 니시노촌이 성립하였다.
- 1895년 10월 1일 - 후쿠다촌, 가지타촌, 혼고촌과 합병 고누촌이 신설해 폐지되었다.

## 참고문헌
- 角川日本地名大辞典 34 広島県
- 『市町村名変遷辞典』東京堂出版、1990年